# Dipteropeltis
Dipteropeltis,  biljni rod iz porodice slakovki smješten u tribus Dichondreae, dio potporodice Convolvuloideae.. Pripada mu dvije ili 3 vrste penjačica i lijana rasprostranjenih po zapadnonj tropskoj Africi
Rod je opisan u Jahrbuch der Hamburgischen Wissenschaftlichen Anstalten. Beihefte 3: 3. 1899.

## Vrste
1. Dipteropeltis macrantha Breteler
2. Dipteropeltis mayumbensis Good; možda sinonim za D. poranoides[4]
3. Dipteropeltis poranoides Hallier f.